# Temptation (película)
Temptation es una película estadounidense de suspenso de 1994, dirigida por Strathford Hamilton, escrita por Ian Seeberg y Douglas Barr, musicalizada por Anthony R. Jones y Conrad Pope, en la fotografía estuvo David Lewis, los protagonistas son Jeff Fahey, Alison Doody y Philip Casnoff, entre otros. El filme fue producido por Rough Diamond Productions y TriCoast Worldwide; se estrenó el 19 de octubre de 1994.

## Sinopsis
Luego de pasar cinco años en la cárcel por fraude de seguros, el marinero Lanarsky queda libre. Junto con su amigo Bone, consiguen empleo como marineros en el yate de la mujer de su exsocio de fraude de seguros, Michael Reddick. Lanarsky tiene algo que decirle a su excolega, ya que piensa que quiso engañarlo. Pero Michael tiene preparado un plan, en el que eliminará a toda la gente del yate, lo hará explotar y después reclamará el seguro de vida de su mujer. Sin embargo, Lanarsky y su pareja huyen y siguen a Michael a las Islas Caimán, donde ocurre la pelea final.